# Rosa på bal (musiksingel)
Rosa på bal är en musiksingel från 1971 av den nederländsk-svenske sångaren Cornelis Vreeswijk och den danska sångerskan Trille som sjunger duett, båda på svenska.
A-sidan utgörs av Evert Taubes Rosa på bal och B-sidan av samme upphovsmans Tango i Nizza. Singelskivan utgavs på etiketten Philips Records (6015.030).